# Joaquim Távora
Joaquim Távora é um município brasileiro do estado do Paraná.

## Etimologia
Homenagem a tenente Joaquim Távora, um dos líderes da Revolução de 1924, em São Paulo que morreu durante os combates. Etimologicamente, Joaquim provém do hebraico "Iehoyachim"...o elevado de Deus, enquanto que Távora designa rio e topônimo de Portugal.

## História
Paulistas e mineiros movimentaram a região do atual município a partir de meados do século XIX. Antes disso, estas paragens eram habitadas por hordas de nações indígenas. A história registra muitas ações desenvolvidas por conta do convívio dos primeiros exploradores e colonizadores com os silvícolas.
Remonta ao ano de 1915 a fundação do núcleo original, que resultou no atual município de Joaquim Távora. Naquela época, a região era parte integrante da Fazenda Jaboticabal de Barra Grande, de João Ayres e Job Ayres Dias.
Quem muito contribuiu para o crescimento do lugar foi o capitão Miguel Dias, principal povoador do núcleo colonizador, e grande produtor de café, secundado pelas famílias de Joaquim Fonseca, Jerônimo Vaz Vieira e Antônio Joaquim Vieira. Daniel Dias, irmão do capitão Miguel Dias, foi o principal fundador de Guapirama.
Com a denominação de Barra Grande, o povoado florescia e recebeu contingente populacional com a chegada da estrada de ferro à região. Outro fator de importância para o desenvolvimento regional foi a excelente qualidade de suas terras.
Quando se tornou distrito de Santo Antônio da Platina o povoado recebeu denominação de Afonso Camargo, numa homenagem ao então presidente do Estado, dr. Affonso Alves de Camargo.
Pela Lei Estadual nº 2.645, de 10 de abril de 1929, foi criado o município de Afonso Camargo. A instalação oficial se deu em 21 de setembro do mesmo ano. Um dos principais líderes do movimento que resultou na emancipação política da localidade, foi o capitão Miguel Dias e dentre outras pessoas, o vereador Herculano Chaves Madureira.
A Revolução de 1930 trouxe mudanças para o município e sua denominação, por força do Decreto Estadual nº 332, de 6 de novembro de 1930, foi alterada para Joaquim Távora, em homenagem ao antigo político que se alinhou a Getúlio Vargas, e o nome da estação ferroviária, em homenagem a este último, passou a ser Getúlio Dornelles Vargas.

## Geografia
Possui uma área é de 289 km² representando 0,1451 % do estado, 0,0513 % da região e 0,0034 % de todo o território brasileiro. Localiza-se a uma latitude 23°29'56" sul e a uma longitude 49°54'18" oeste, estando a uma altitude de 620 m. Sua população estimada em 2005 era de 14 326 habitantes.[carece de fontes?]

## Demografia
Dados do Censo - 2010
População total: 10.736
- Urbana: 8.220
- Rural: 2.516
- Homens: 5.321
- Mulheres: 5.415

Índice de Desenvolvimento Humano (IDH-M): 0,755
- IDH-M Renda: 0,663
- IDH-M Longevidade: 0,766
- IDH-M Educação: 0,835

### Religiões
| Religião             | Percentagem |
| -------------------- | ----------- |
| Catolicismo          | 78,20%      |
| Evangelicalismo      | 18,66%      |
| Testemunhas de Jeová | 0,47%       |
| Sem religião         | 1,81%       |
| Outras               | 0,86%       |

Fonte: IBGE, 2010.

## Administração
- Prefeito: Gelson Mansur Nassar (2017/2020)
- Vice-prefeito: Valdeci Azarias
- Presidente da câmara: Carlos Henrique Castanheira

## Ensino
Em 2013, alunos do município tiveram ótimo desempenho, em escolas públicas do Paraná, nas disciplinas de Língua Portuguesa e Matemática.

## Esporte
A cidade de Joaquim Távora possuiu um clube no Campeonato Paranaense de Futebol, o Clube Esportivo e Recreativo Tavorense.